# بياو تشينغ
بياو تشينغ (بالصينية: 朴成) (21 أغسطس 1989 في الصين - ) هو لاعب كرة قدم صيني في مركز الوسط. شارك مع منتخب الصين تحت 20 سنة لكرة القدم ومنتخب الصين تحت 23 سنة لكرة القدم ومنتخب الصين لكرة القدم. أما مع النوادي، فقد لعب مع نادي بكين سينوبو غوان وYanbian Funde F.C. ‏.

## روابط خارجية
- بياو تشينغ على موقع قاعدة بيانات كرة القدم.إي يو (الإنجليزية)
- بياو تشينغ على موقع ناشيونال فوتبول تيمز (الإنجليزية)
- بياو تشينغ على موقع Soccerway.com (الإنجليزية)
- بياو تشينغ على موقع اللجنة الأولمبية الصينية (الإنجليزية)